# Фудзімото Тацуо
Фудзімото Тацуо (29 березня 1940) — японський плавець.
Срібний медаліст Олімпійських Ігор 1960 року, учасник 1964 року.
Переможець Азійських ігор 1958 року.
Переможець літньої Універсіади 1961, 1963 років.